# Polnische Badminton-Mannschaftsmeisterschaft 2011
Die Polnische Badminton-Mannschaftsmeisterschaft der Saison 2010/2011 gewann das Team von Technik Głubczyce. Es war die 38. Austragung der Titelkämpfe.

## Endstand
| Platz | Mannschaft               |
| ----- | ------------------------ |
| 1.    | Technik Głubczyce        |
| 2.    | SKB Litpol-Malow Suwałki |
| 3.    | Hubal Białystok          |
| 4.    | Badminton Choroszcz      |
| 5.    | UKS 15 Kędzierzyn-Koźle  |
| 6.    | Piast Słupsk             |
| 7.    | AZS AGH Kraków           |
| 8.    | AZS UWM Olsztyn          |